# 东北大鼓
东北大鼓是中国曲艺曲种之一，起源并流行于中国东北地区，因一度盛行于沈阳，故曾有“奉天大鼓”之称。

## 表演形式
东北大鼓最初的表演形式是演唱者一人操小三弦自行伴奏说唱，并在腿上绑缚“节子板”击节。后发展成一人自击书鼓和简板演，另有人操大三弦等专司伴奏。